# Spinipterus acsi
Spinipterus acsi es una especie de pez actinopeterigio de agua dulce, la única del género monotípico Spinipterus de la familia de los auqueniptéridos.
El nombre Spinipterus es derivado del latín spina (espina) y del griego pterus (ala), refiriéndose a la naturaleza dentada de las espinas de las aletas.

## Morfología
De cuerpo pequeño con una longitud máxima descrita de 3,2 cm. En la aleta dorsal tiene dos espinas y cinco radios blandos, con cuatro filas de dientes característicos que van de la base a la punta de las espinas.

## Distribución y hábitat
Es un endemismo que solamente se encuentra en una localidad: a pocos kilómetros de Iquitos en la provincia de Maynas (Perú), en cursos de agua de la cuenca fluvial del río Amazonas. Son peces de agua dulce tropical, de hábitat tipo bentopelágico.